# Joni Pitkänen
Joni Pitkänen (* 19. září 1983, Oulu) je finský hokejový obránce hrající v týmu Carolina Hurricanes v severoamerické lize NHL.

## Úspěchy

### Individuální úspěchy
- All-Star Team na MSJ – 2003
- Nejlepší obránce MSJ – 2003
- NHL All-Rookie Team – 2003/04

### Kolektivní úspěchy
- Bronzová medaile z MSJ – 2002, 2003
- Stříbrná medaile z SM-liigy – 2002/03
- Finalista světového poháru – 2004
- Vítěz Calder Cupu – 2004/05
- Bronzová medaile ze ZOH – 2010

## Statistiky

### Klubové statistiky
| Sezona      | Klub                  | Soutěž      | Základní část | Základní část | Základní část | Základní část | Základní část | Play off | Play off | Play off | Play off | Play off |
| Sezona      | Klub                  | Soutěž      | Z             | G             | A             | B             | TM            | Z        | G        | A        | B        | TM       |
| ----------- | --------------------- | ----------- | ------------- | ------------- | ------------- | ------------- | ------------- | -------- | -------- | -------- | -------- | -------- |
| 1998–99     | Kärpät                | Fin-Jr.     | 30            | 1             | 5             | 6             | 12            | –        | –        | –        | –        | –        |
| 1999/2000   | Kärpät                | Fin-Jr.     | 38            | 12            | 14            | 26            | 26            | 6        | 1        | 4        | 5        | 2        |
| 2000/2001   | Kärpät                | Fin-Jr.     | 24            | 6             | 11            | 17            | 77            | –        | –        | –        | –        | –        |
| 2000/2001   | Kärpät                | SM-l        | 21            | 0             | 0             | 0             | 10            | 2        | 0        | 0        | 0        | 2        |
| 2001/2002   | Kärpät                | Fin-Jr.     | –             | –             | –             | –             | –             | 1        | 0        | 0        | 0        | 0        |
| 2001/2002   | Kärpät                | SM-l        | 49            | 4             | 15            | 19            | 65            | 4        | 0        | 0        | 0        | 12       |
| 2002/2003   | Kärpät                | SM-l        | 35            | 5             | 15            | 20            | 38            | –        | –        | –        | –        | –        |
| 2003/2004   | Philadelphia Flyers   | NHL         | 71            | 8             | 19            | 27            | 44            | 15       | 0        | 3        | 3        | 6        |
| 2004/2005   | Philadelphia Phantoms | AHL         | 76            | 6             | 35            | 41            | 105           | 21       | 3        | 4        | 7        | 16       |
| 2005/2006   | Philadelphia Flyers   | NHL         | 58            | 13            | 33            | 46            | 78            | 6        | 0        | 2        | 2        | 2        |
| 2006/2007   | Philadelphia Flyers   | NHL         | 77            | 4             | 39            | 43            | 88            | –        | –        | –        | –        | –        |
| 2007/2008   | Edmonton Oilers       | NHL         | 63            | 8             | 18            | 26            | 56            | –        | –        | –        | –        | –        |
| 2008/2009   | Carolina Hurricanes   | NHL         | 71            | 7             | 26            | 33            | 58            | 18       | 0        | 8        | 8        | 16       |
| 2009/2010   | Carolina Hurricanes   | NHL         | 71            | 6             | 40            | 46            | 72            | –        | –        | –        | –        | –        |
| 2010/2011   | Carolina Hurricanes   | NHL         | 72            | 5             | 30            | 35            | 60            | –        | –        | –        | –        | –        |
| NHL celkově | NHL celkově           | NHL celkově | 483           | 51            | 205           | 256           | 456           | 39       | 0        | 13       | 13       | 24       |

### Reprezentační statistiky
| 2001                   | Finsko 18'             | 5-Národů               | 4  | 0 | 2 | 2  | 6  |
| 2002                   | Finsko 20'             | MSJ                    | 7  | 1 | 3 | 4  | 0  |
| 2003                   | Finsko 20'             | MSJ                    | 7  | 1 | 5 | 6  | 0  |
| 2010                   | Finsko                 | ZOH                    | 5  | 1 | 2 | 3  | 29 |
| Juniorská reprezentace | Juniorská reprezentace | Juniorská reprezentace | 18 | 2 | 8 | 10 | 6  |
| Seniorská reprezentace | Seniorská reprezentace | Seniorská reprezentace | 5  | 1 | 2 | 3  | 29 |